# Regionalliga
Regionalliga este a patra competiție de fotbal ca importanță din Germania. În competiție participă cluburi împărțite în 5 divizii, respectiv Regionalliga Nord, Regionalliga Nordost, Regionalliga West, Regionalliga Süd/Südwest și Regionalliga Bayern.